# Roßwies
Roßwies ist ein Stadtteil von Bad Tölz im oberbayerischen Landkreis Bad Tölz-Wolfratshausen. 

## Lage
Der Weiler liegt circa eineinhalb Kilometer nördlich von Bad Tölz und ist über die Staatsstraße 2072 zu erreichen.

## Gemeindezugehörigkeit
Vor der Gemeindegebietsreform war Roßwies ein Ortsteil der Gemeinde Kirchbichl und wurde nach deren Auflösung am 1. Mai 1978 nach Bad Tölz eingegliedert.

## Baudenkmäler

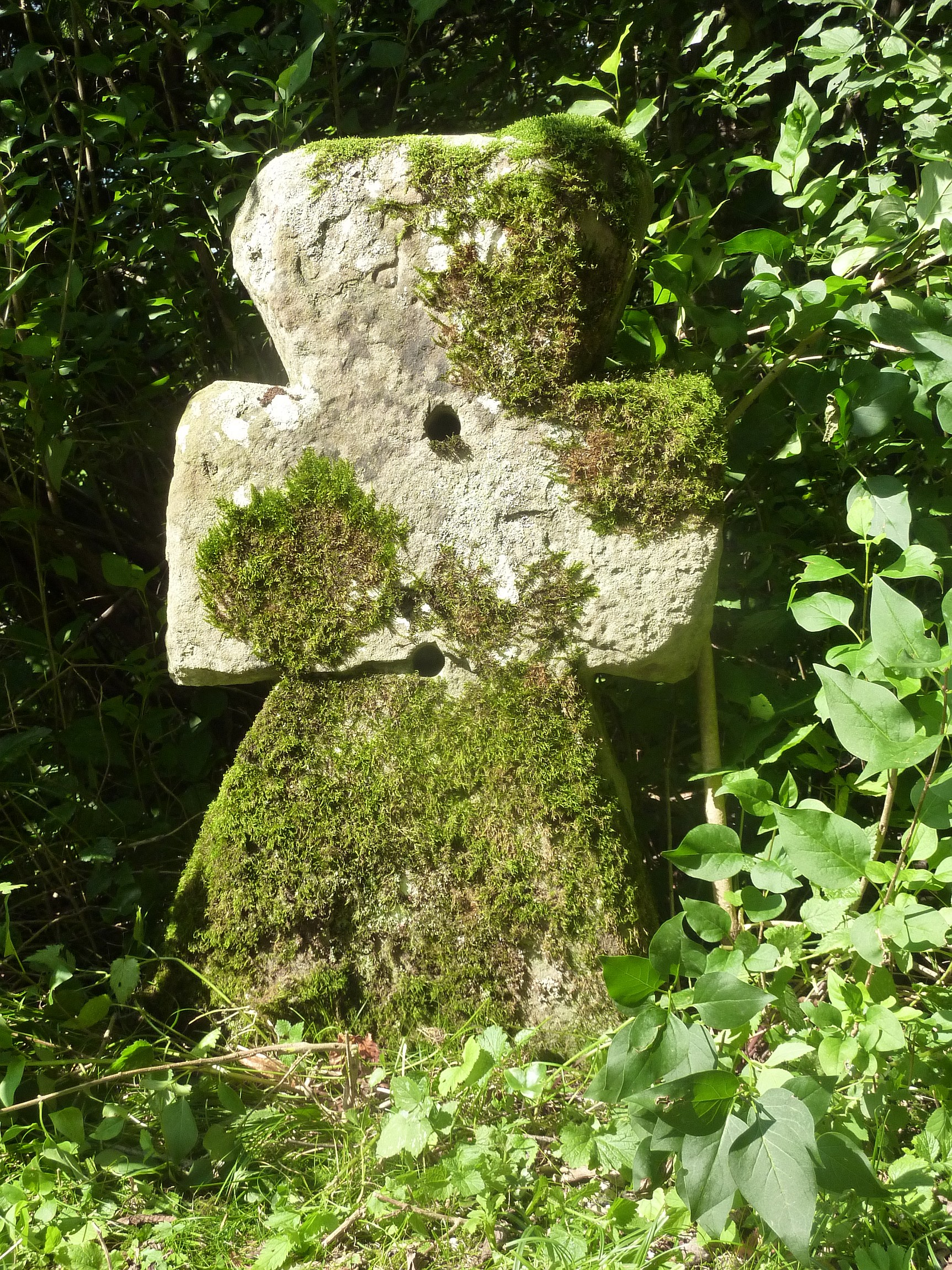
Steinkreuz in Roßwies

- Steinkreuz (Kleindenkmal)